# Jamie Shea
Pour les articles homonymes, voir Shea.
Jamie Patrick Shea, né le 11 septembre 1953 à Londres, au Royaume-Uni, est Secrétaire général adjoint délégué pour les défis de sécurité émergents au Quartier général de l'OTAN à Bruxelles en Belgique. Il a pris sa retraite en septembre 2018.

## Biographie
Il a reçu son baccalauréat ès arts avec distinctions (B.A. Hons.) en histoire moderne et en français à l'université de Sussex en 1977, et son doctorat (Ph.D.) en histoire moderne au Lincoln College de Oxford en 1981.

### Carrière
Il fut sous le feu des projecteurs au niveau mondial durant la guerre du Kosovo en 1999, alors qu'il occupait le poste de porte-parole de l'OTAN (tout comme son accent typiquement londonien). Le style ouvertement froid qu'il employait pour décrire le déroulement de la guerre fit l'objet de critiques.
- octobre 2010 : Vice-Secrétaire général adjoint délégué pour les défis de sécurité émergents,
- août 2005 - octobre 2010 : Directeur de l'analyse de politique générale,
- avril 2003 - août 2005 : Vice-Secrétaire général adjoint pour les relations extérieures, division de la diplomatie publique,
- octobre 2000 - mars 2003 : Directeur de l'information et de la presse (Director of Information and Press),
- 1993 - 2000 : Porte-parole de l'OTAN et directeur adjoint de l'Information et de la Presse,
- 1991 - 1993 : Chef adjoint et Agent supérieur de la planification, unité de planification et section des affaires multilatérales du Conseil politique, OTAN et rédacteur des discours du Secrétaire général de l'OTAN (Speechwriter to the Secretary General of NATO),
- 1988 - 1991 : Assistant du Secrétaire général de l'OTAN pour les Projets spéciaux,
- 1985 - 1988 : Chef des Conférences et Séminaires sur les Relations extérieures,
- 1982 - 1985 : Chef des Programmes pour les Jeunes,
- 1980 - 1982 : Administrateur dans la Section des Opérations du Conseil du Secrétariat exécutif.

#### Postes académiques
- 1988 : Membre du Comité consultatif, Étude des Relations internationales et Programme de l'université libre de Bruxelles
- 1985 : Professeur associé de Relations internationales, American University (Washington, D.C.),
- 1987 - 1990 : Conférencier en Étude de la Défense, université de Lille,
- 1987 : Professeur associé adjoint de Relations internationales James Madison College (Michigan State University) et Directeur de la Classe d'été de l'université de l'État du Michigan à Bruxelles,
- 1991 : Instructeur de Cours, université de Boston (Massachusetts),
- 1993 : Conférencier du Programme d'Études européen de l'université d'Anvers,
- Depuis 2006 (date de prise de fonction inconnue) : Professeur au Collège d'Europe (Bruges) et conférencier à l'École d'études internationales de Bruxelles et à l'université du Kent.
- 2015 Professeur à Vesalius college Brussels

## Vie privée
Il est marié et a deux enfants.